# Eenhana
Eenhana es una ciudad de la región Ohangwena en Namibia. En agosto de 2011 tenía una población censada de 5528 habitantes.
Se encuentra ubicada al norte del país, junto a la frontera con Angola.